# هنریک مارگاریان
هنریک روبنی مارگاریان (ارمنی: Հենրիկ Ռուբենի Մարգարյան؛  زادهٔ ۱۷ سپتامبر ۱۹۲۵ - درگذشته ۵ ژوئیهٔ ۲۰۱۷) یک کارگردان فیلم، بازیگر و فیلم‌نامه‌نویس اهل ارمنستان بود.

## زندگی‌نامه
در ۱۷ سپتامبر ۱۹۲۵ در لنیناکان به دنیا آمد و از انستیتو دولتی هنری و نمایشی ایروان فارغ‌التحصیل شد. وی همچنین برنده چهره هنری شایسته ارمنستان شوروی شده است. وی در ۵ ژوئیهٔ ۲۰۱۷ در سن ۹۱ سالگی در ایروان درگذشت.